# Ardisia intibucana
Ardisia intibucana är en viveväxtart som beskrevs av C.L. Lundell. Ardisia intibucana ingår i släktet Ardisia och familjen viveväxter. Inga underarter finns listade i Catalogue of Life.